# Inkaeremit
Inkaeremit (Phaethornis koepckeae) är en fågel i familjen kolibrier.

## Utbredning
Fågeln förekommer vid foten av Andernas östsluttning i Peru. Den behandlas som monotypisk, det vill säga att den inte delas in i några underarter.

## Status och hot
Arten har ett stort utbredningsområde, men tros minska i antal, dock inte tillräckligt kraftigt för att den ska betraktas som hotad. Internationella naturvårdsunionen IUCN listar arten som livskraftig (LC). Beståndet uppskattas till mellan 13 000 och 57 000 vuxna individer.

## Namn
Fågelns vetenskapliga artnamn hedrar Maria Emilia Ana Koepcke (född Mikulicz-Radecki, 1924–1971), tysk ornitolog verksam i Peru 1949–1971. Tidigare kallades den köpckeeremit även på svenska, men justerades 2023 till ett enklare och mer informativt namn av BirdLife Sveriges taxonomikommitté.